# Kościół Matki Bożej Wspomożenia Wiernych w Dębogórze
Kościół pw. Matki Bożej Wspomożenia Wiernych w Dębogórze – zabytkowy kościół filialny należący do parafii pw. Narodzenia Najświętszej Maryi Panny w Żelichowie, dekanatu Trzcianka, diecezji koszalińsko-kołobrzeskiej, we wsi Dębogóra, w powiecie czarnkowsko-trzcianeckim, w województwie wielkopolskim.

## Historia
Neogotycki kościół pw. Matki Bożej Wspomożenia Wiernych w Dębogórze, erygowany 15 maja 1958 roku, został wzniesiony w 1910 roku jako świątynia ewangelicka. W kościele znajduje się posoborowy ołtarz oraz stara, drewniana ambona. Na ołtarzu widniej obraz przedstawiający Maryję z Jezusem. Okna zdobią witraże z początku XVII wieku. W wieży kościelnej mieści się dzwon odlany z brązu z 1922 roku, wykonany przez G. Ulricha.